# Gino Lori
Gino Lori (Parma, 3 gennaio 1956) è un ex ciclista su strada italiano.

## Carriera
Nato nel 1956 a Parma, negli ultimi due anni da dilettante (1975 e 1976) ha vinto la Milano-Bologna il primo anno con la G.S. Pacam	e la Coppa Mobilio Ponsacco, la Milano-Rapallo e il Giro delle due Province-Marciana di Cascina il secondo con la G.S. Termolan - Bibbiano.
A 20 anni ha partecipato ai Giochi olimpici di Montréal 1976, terminando 11º nella cronometro a squadre insieme a Carmelo Barone, Vito Da Ros e Dino Porrini, con il tempo di 2h14'50".
Nel 1977, a 21 anni, è passato professionista con la Scic, rimanendovi fino al termine della carriera, nel 1978, a 22 anni.

## Palmarès
- 1975 (dilettanti)

Milano-Bologna
- 1976 (dilettanti)

Milano-Rapallo
Giro delle due Province-Marciana di Cascina
Coppa Mobilio Ponsacco

## Piazzamenti

### Competizioni mondiali
- Giochi olimpici

Montréal 1976 - Cronometro a squadre: 11º